# Kírov (Adiguesia)
Kírov (del ruso: Киров) es un jútor del raión de Shovguénovski en la república de Adiguesia de Rusia. Está situado en la orilla izquierda del río Labá, 8 km al norte de Jakurinojabl y 30 km al norte de Maikop, la capital de la república. Tenía 117 habitantes en 2010
Pertenece al municipio Jakurinojablskoye.